# Athani
Athani è una suddivisione dell'India, classificata come town panchayat, di 8.453 abitanti, situata nel distretto di Erode, nello stato federato del Tamil Nadu. In base al numero di abitanti la città rientra nella classe V (da 5.000 a 9.999 persone).

## Geografia fisica
La città è situata a 11° 32' 54 N e 77° 30' 42 E.

## Società

### Evoluzione demografica
Al censimento del 2001 la popolazione di Athani assommava a 8.453 persone, delle quali 4.287 maschi e 4.166 femmine. I bambini di età inferiore o uguale ai sei anni assommavano a 828, dei quali 417 maschi e 411 femmine. Infine, coloro che erano in grado di saper almeno leggere e scrivere erano 4.440, dei quali 2.636 maschi e 1.804 femmine.